# Пригода Кирило Геннадійович
Пригода Кирило Геннадійович (29 грудня 1995) — російський плавець.
Учасник Олімпійських Ігор 2016 року.
Призер Чемпіонату світу з водних видів спорту 2017, 2019 років.
Чемпіон світу з плавання на короткій воді 2016, 2018 років, призер 2014 року.
Призер Чемпіонату Європи з водних видів спорту 2018, 2020 років.
Чемпіон Європи з плавання на короткій воді 2017 року.
Переможець літньої Універсіади 2015, 2019 років.